# Qaraqoyunlu
Qaraqoyunlu (ryska: Каракою) är en ort i Azerbajdzjan.   Den ligger i distriktet Ağsu Rayonu, i den centrala delen av landet, 140 km väster om huvudstaden Baku. Qaraqoyunlu ligger 111 meter över havet och antalet invånare är 1 373.
Terrängen runt Qaraqoyunlu är platt söderut, men norrut är den kuperad. Terrängen runt Qaraqoyunlu sluttar söderut. Närmaste större samhälle är Aghsu, 9,2 km öster om Qaraqoyunlu.
Trakten runt Qaraqoyunlu består till största delen av jordbruksmark. Runt Qaraqoyunlu är det ganska tätbefolkat, med 56 invånare per kvadratkilometer.